# Vepris
Genre
Vepris est un genre de plantes de la famille des Rutaceae.

## Liste d'espèces
Selon Catalogue of Life (26 août 2017) :
- Vepris adamaouae Onana
- Vepris afzelii (Engl.) W. Mziray
- Vepris allenii Verdoorn
- Vepris amaniensis (Engl.) W. Mziray
- Vepris ampody H. Perrier
- Vepris aralioides H. Perrier
- Vepris araliopsioides Onana
- Vepris arenicola H. Perrier
- Vepris arushensis J.O. Kokwaro
- Vepris bachmannii (Engl.) W. Mziray
- Vepris bilocularis (Wight & Arn.) Engl.
- Vepris boiviniana (Baill.) W. Mziray
- Vepris borenensis (M.G. Gilbert) W. Mziray
- Vepris bremekampii (I. Verd.) W. Mziray
- Vepris calcicola H. Perrier
- Vepris carringtoniana Mendonça
- Vepris cauliflora H. Perrier
- Vepris crenulata (Engl.) comb. ined.
- Vepris dainellii (Pichi-Serm.) J.O. Kokwaro
- Vepris darcyi Labat, M.Pignal & O.Pascal
- Vepris decaryana H. Perrier
- Vepris densiflora (Baker) Verdoorn
- Vepris dicarpella H. Perrier
- Vepris diversifolia (Lanza) comb. ined.
- Vepris drummondii Mendonça
- Vepris ebolowensis (Engl.) comb. ined.
- Vepris eggelingii (Kokwaro) W. Mziray
- Vepris elegantissima F. White & C.M. Pannell
- Vepris elliotii (Radlk.) Verdoorn
- Vepris eugeniifolia (Engl.) Verdoorn
- Vepris fadenii (Kokwaro) W. Mziray
- Vepris fanshawei Mendonça
- Vepris felicis F.J. Breteler
- Vepris fitoravina H. Perrier
- Vepris gabonensis (Pierre) W. Mziray
- Vepris gamopetala H. Perrier
- Vepris glaberrima (Engl.) J.B. Hall ex D.J. Harris
- Vepris glandulosa (Hoyle & Leakey) J.O. Kokwaro
- Vepris glomerata (F. Hoffm.) Engl.
- Vepris gossweileri (I. Verd.) W. Mziray
- Vepris grandifolia (Engl.) W. Mziray
- Vepris hanangensis (Kokwaro) W. Mziray
- Vepris heterophylla (Engl.) Letouzey
- Vepris hiernii Gereau
- Vepris humbertii H. Perrier
- Vepris lanceolata (Lam.) G. Don
- Vepris leandriana H. Perrier
- Vepris lecomteana (Pierre) Cheek & T.Heller
- Vepris lepidota Capuron
- Vepris letouzeyi Onana
- Vepris louisii Gilbert
- Vepris louvelii H. Perrier
- Vepris macedoi (Exell & Mendonça) W. Mziray
- Vepris macrophylla (Baker) Verdoorn
- Vepris mandangoana S. Lisowski
- Vepris mendoncana W. Mziray
- Vepris montisbambutensis Onana
- Vepris morogorensis (Kokwaro) W. Mziray
- Vepris myrei (Exell & Mendonça) W. Mziray
- Vepris natalensis (Sond.) W. Mziray
- Vepris ngamensis Verdoorn
- Vepris nitida (Baker) Verdoorn
- Vepris nobilis (Delile) W. Mziray
- Vepris noldeae (Exell & Mendonça) W. Mziray
- Vepris oubanguensis (Aubrév. & Pellegr.) Onana
- Vepris parvicalyx H. Perrier
- Vepris peraperta H. Perrier
- Vepris polymorpha H. Perrier
- Vepris reflexa Verdoorn
- Vepris renieri (G.C.C. Gilbert) W. Mziray
- Vepris rogersii (Mendonça) W. Mziray
- Vepris samburuensis J.O. Kokwaro
- Vepris sansibarensis (Engl.) W. Mziray
- Vepris schliebenii Mildbr.
- Vepris sclerophylla H. Perrier
- Vepris simplicifolia (I. Verd.) W. Mziray
- Vepris soyauxii (Engl.) W. Mziray
- Vepris spathulata (Engl.) H. Perrier
- Vepris stolzii Verdoorn
- Vepris suaveolens (Engl.) W. Mziray
- Vepris tabouensis (Aubrév. & Pellegr.) W. Mziray
- Vepris termitaria Mendonça
- Vepris trichocarpa (Engl.) W. Mziray
- Vepris trifoliolata (Engl.) W. Mziray
- Vepris uguenensis Engl.
- Vepris unifoliolata (Baill.) Labat, M.Pignal & O.Pascal
- Vepris verdoorniana (Exell & Mendonça) W. Mziray
- Vepris welwitschii (Hiern) Exell
- Vepris whitei Mendonça
- Vepris zambesiaca S. Moore

Selon GRIN (26 août 2017) :
- Vepris lanceolata (Lam.) G. Don
- Vepris mildbraediana G. M. Schulze
- Vepris morogorensis (Kokwaro) Mziray

Selon NCBI (26 août 2017) :
- Vepris bachmannii
- Vepris carringtoniana
- Vepris lecompteana
- Vepris nobilis
- Vepris reflexa
- Vepris simplicifolia
- Vepris soyauxii
- Vepris stolzii

Selon The Plant List (26 août 2017) :
- Vepris afzelii (Engl.) Mziray
- Vepris allenii I. Verd.
- Vepris amaniensis (Engl.) Mziray
- Vepris ampody H. Perrier
- Vepris aralioides H. Perrier
- Vepris arenicola H. Perrier
- Vepris arushensis Kokwaro
- Vepris bachmannii (Engl.) Mziray
- Vepris boiviniana (Baill.) Mziray
- Vepris borenensis (M.G. Gilbert) Mziray
- Vepris bremekampii (I. Verd.) Mziray
- Vepris calcicola H. Perrier
- Vepris carringtoniana Mendonca
- Vepris cauliflora H. Perrier
- Vepris dainellii (Pic. Serm.) Mziray
- Vepris decaryana H. Perrier
- Vepris densiflora (Baker) I. Verd.
- Vepris dicarpella H. Perrier
- Vepris drummondii Mendonça
- Vepris eggelingii (Kokwaro) Mziray
- Vepris elliotii (Radlk.) I. Verd.
- Vepris eugeniifolia (Engl.) I. Verd.
- Vepris fadenii (Kokwaro) Mziray
- Vepris fanshawei Mendonça
- Vepris fitoravina H. Perrier
- Vepris gabonensis (Pierre) Mziray
- Vepris gamopetala H. Perrier
- Vepris glaberrima (Engl.) J.B.Hall ex D.J.Harris
- Vepris glandulosa Kokwaro
- Vepris glomerata Engl.
- Vepris gossweileri (I.Verd.) Mziray
- Vepris grandifolia (Engl.) Mziray
- Vepris hanangensis (Kokwaro) Mziray
- Vepris heterophylla (Engl.) Letouzey
- Vepris hiernii Gereau
- Vepris humbertii H. Perrier
- Vepris lanceolata G. Don
- Vepris leandriana H. Perrier
- Vepris lecomteana (Pierre) Cheek & T.Heller
- Vepris lepidota Capuron
- Vepris louisii G.C.C.Gilbert
- Vepris louvelii H. Perrier
- Vepris macedoi (Exell & Mendonça) Mziray
- Vepris macrophylla (Baker) I. Verd.
- Vepris madagascarica (Baill.) H. Perrier
- Vepris madagascariensis (H. Perrier) Mziray
- Vepris mandangoana Lisowski
- Vepris mendoncana Mziray
- Vepris mildbraediana G.M. Schulze
- Vepris morogorensis (Kokwaro) Mziray
- Vepris myrei (Exell & Mendonça) Mziray
- Vepris natalensis (Sond.) Mziray
- Vepris ngamensis I. Verd.
- Vepris nitida (Baker) I. Verd.
- Vepris nobilis (Delile) Mziray
- Vepris noldeae (Exell & Mendonça) Mziray
- Vepris parvicalyx H. Perrier
- Vepris peraperta H. Perrier
- Vepris pilosa (Baker) I. Verd.
- Vepris polymorpha (Danguy ex Lecomte) H. Perrier
- Vepris punctata (I. Verd.) Mziray
- Vepris reflexa I. Verd.
- Vepris renieri (G.C.C. Gilbert) Mziray
- Vepris rogersii (Mendonça) Mziray
- Vepris samburuensis Kokwaro
- Vepris sansibarensis (Engl.) Mziray
- Vepris schliebenii Mildbr.
- Vepris schmidelioides (Baker) I. Verd.
- Vepris sclerophylla H. Perrier
- Vepris simplicifolia (Engl.) Mziray
- Vepris spathulata (Engl.) H. Perrier
- Vepris stolzii I.Verd.
- Vepris suaveolens (Engl.) Mziray
- Vepris termitaria Mendonça
- Vepris trichocarpa (Engl.) Mziray
- Vepris trifoliolata (Engl.) Mziray
- Vepris uguenensis Engl.
- Vepris undulata Verdoorn & C. A. Sm.
- Vepris unifoliolata (Baill.) Labat, M. Pignal & O. Pascal
- Vepris verdoorniana (Exell & Mendonça) Mziray
- Vepris welwitschii (Hiern) Exell
- Vepris whitei Mendonça
- Vepris zambesiaca S. Moore

Selon Tropicos (26 août 2017) (Attention liste brute contenant possiblement des synonymes) :
- Vepris adamaouae Onana
- Vepris afzelii (Engl.) Mziray
- Vepris allenii I. Verd.
- Vepris amaniensis (Engl.) Mziray
- Vepris ampody H. Perrier
- Vepris angolensis Engl.
- Vepris aralioides H. Perrier
- Vepris araliopsioides Onana
- Vepris arenicola H. Perrier
- Vepris arushensis Kokwaro
- Vepris bachmannii (Engl.) Mziray
- Vepris bilocularis Engl.
- Vepris boiviniana (Baill.) Mziray
- Vepris borenensis (M.G. Gilbert) Mziray
- Vepris bremekampii (I. Verd.) Mziray
- Vepris calcicola H. Perrier
- Vepris carringtoniana Mendonca
- Vepris cauliflora H. Perrier
- Vepris dainellii (Pic. Serm.) Kokwaro
- Vepris darcyi Labat, M. Pignal & O. Pascal
- Vepris decaryana H. Perrier
- Vepris densiflora (Baker) I. Verd.
- Vepris dicarpella H. Perrier
- Vepris drummondii Mendonça
- Vepris ebolowensis (Engl.) Onana
- Vepris eggelingii (Kokwaro) Mziray
- Vepris elliotii (Radlk.) I. Verd.
- Vepris eugeniifolia (Engl.) I. Verd.
- Vepris fadenii (Kokwaro) Mziray
- Vepris fanshawei Mendonça
- Vepris felicis Breteler
- Vepris fitoravina H. Perrier
- Vepris gabonensis (Pierre) Mziray
- Vepris gamopetala H. Perrier
- Vepris glaberrima (Engl.) J.B. Hall ex D.J. Harris
- Vepris glandulosa (Hoyle & Leakey) Kokwaro
- Vepris glomerata (F. Hoffm.) Engl.
- Vepris gossweileri (I. Verd.) Mziray
- Vepris grandifolia (Engl.) Mziray
- Vepris hanangensis (Kokwaro) Mziray
- Vepris heterophylla (Engl.) Letouzey
- Vepris hiernii Gereau
- Vepris humbertii H. Perrier
- Vepris inermis Comm. ex Juss.
- Vepris lanceolata (Lam.) G. Don
- Vepris leandriana H. Perrier
- Vepris lecomteana (Pierre) Cheek & Heller, Thomas Mark
- Vepris lepidota Capuron
- Vepris letouzeyi Onana
- Vepris louisii G.C.C. Gilbert
- Vepris louvelii H. Perrier
- Vepris macedoi (Exell & Mendonça) Mziray
- Vepris macrophylla (Baker) I. Verd.
- Vepris madagascarica (Baill.) H. Perrier
- Vepris madagascariensis (H. Perrier) Mziray
- Vepris mandangoana Lisowski
- Vepris mendoncana Mziray
- Vepris mildbraediana G.M. Schulze
- Vepris montisbambutensis Onana
- Vepris morogorensis (Kokwaro) Mziray
- Vepris myrei (Exell & Mendonça) Mziray
- Vepris natalensis (Sond.) Mziray
- Vepris ngamensis I. Verd.
- Vepris nitida (Baker) I. Verd.
- Vepris nobilis (Delile) Mziray
- Vepris noldeae (Exell & Mendonça) Mziray
- Vepris oubanguensis (Aubrév. & Pellegr.) Onana
- Vepris parvicalyx H. Perrier
- Vepris peraperta H. Perrier
- Vepris pilosa (Baker) I. Verd.
- Vepris polymorpha (Danguy ex Lecomte) H. Perrier
- Vepris punctata (I. Verd.) Mziray
- Vepris reflexa I. Verd.
- Vepris reflexifolia H. Perrier
- Vepris renieri (G.C.C. Gilbert) Mziray
- Vepris robertsoniae Q. Luke
- Vepris rogersii (Mendonça) Mziray
- Vepris samburuensis Kokwaro
- Vepris sansibarensis (Engl.) Mziray
- Vepris schliebenii Mildbr.
- Vepris schmidelioides (Baker) I. Verd.
- Vepris sclerophylla H. Perrier
- Vepris simplicifolia (Engl.) Mziray
- Vepris soyauxii (Engl.) Mziray
- Vepris spathulata (Engl.) H. Perrier
- Vepris stolzii I. Verd.
- Vepris suaveolens (Engl.) Mziray
- Vepris tabouensis (Aubrév. & Pellegr.) Mziray
- Vepris termitaria Mendonça
- Vepris trichocarpa (Engl.) Mziray
- Vepris trifoliolata (Engl.) Mziray
- Vepris uguenensis Engl.
- Vepris undulata (Thunb.) I. Verd. & C.A. Sm.
- Vepris unifoliolata (Baill.) Labat, M. Pignal & O. Pascal
- Vepris verdoorniana (Exell & Mendonça) Mziray
- Vepris welwitschii (Hiern) Exell
- Vepris whitei Mendonça
- Vepris zambesiaca S. Moore